# Esther Rinaldi
Tessa Esther Rinaldi Gudiño (n. 18 de noviembre de 1976) es una actriz mexicana de televisión. Es conocida por representar diversos papeles en telenovelas, tales como "Florecita" Lucero en Esmeralda (1997), Abril Valdez-Quiñones Del Castillo en Rosalinda (1999), Brenda Munoz en Tres mujeres (1999-2000), Nieves Muñoz en Abrázame muy fuerte (2000-2001), y Micaela en ¡Vivan los niños! (2002); actualmente está retirada debido a que tiene un hijo.

## Telenovelas
- Pobre niña rica (1995-1996) ...
- Esmeralda (1997) ... Flor de la Caridad 'Florecita' Lucero
- La usurpadora (1998) ... Fabiola
- Rosalinda (1999) ... Abril Valdez / Abril Quiñónez Del Castillo
- Tres mujeres (1999-2000) ... Brenda Munoz
- DKDA: Sueños de juventud (1999-2000) ... Sofía Villanueva
- Abrázame muy fuerte (2000-2001) ... Nieves Muñoz
- Aventuras en el tiempo (2001) ... Lupita
- La intrusa (2001) ... Edith
- ¡Vivan los niños! (2002-2003) ... Micaela
- El vuelo de la Victoria (2017) ... Ana

## Series
- Mujer, casos de la vida real (3 episodios) :
- "Nosotros dos" -Maribel
- "Sin luz" - Laura
- "Dolor de mujer" - Nora Gómez  (2002)